# Cliffortia robusta
Cliffortia robusta är en rosväxtart som beskrevs av August Henning Weimarck. Cliffortia robusta ingår i släktet Cliffortia och familjen rosväxter. Inga underarter finns listade i Catalogue of Life.